# فرنسيس دبليو. روكويل (سياسي)
فرنسيس دبليو. روكويل هو قاضي ومحامي وسياسي أمريكي، ولد في 26 مايو 1844 في بيتسفيلد في الولايات المتحدة، وتوفي بنفس المكان في 26 يونيو 1929. نشط حزبياً في الحزب الجمهوري. وقد انتخب عضو مجلس نواب ماساتشوستس ‏ وانتخب عضو مجلس النواب الأمريكي ‏.